# Tomeu Rigo
Tomeu Rigo Gual (Campos, 8 maggio 1997) è un cestista spagnolo.